# Cavignac
Cavignac är en kommun i departementet Gironde i regionen Nouvelle-Aquitaine i sydvästra Frankrike. Kommunen ligger i kantonen Saint-Savin som tillhör arrondissementet Blaye. År 2022 hade Cavignac 2 368 invånare.

## Befolkningsutveckling
Antalet invånare i kommunen Cavignac
Referens:INSEE